# Comuna Valcău de Jos, Sălaj
Valcău de Jos (în maghiară: Alsóvalkó) este o comună în județul Sălaj, Transilvania, România, formată din satele Lazuri, Preoteasa, Ratovei, Sub Cetate, Valcău de Jos (reședința) și Valcău de Sus.

## Demografie
Componența etnică a comunei Valcău de Jos
     Români (75,74%)
     Romi (17,88%)
     Maghiari (1,6%)
     Alte etnii (0,13%)
     Necunoscută (4,65%)
Componența confesională a comunei Valcău de Jos
     Ortodocși (75,81%)
     Penticostali (13,33%)
     Greco-catolici (2,33%)
     Reformați (1,56%)
     Baptiști (1,36%)
     Alte religii (0,7%)
     Necunoscută (4,92%)
Conform recensământului efectuat în 2021, populația comunei Valcău de Jos se ridică la 3.009 locuitori, în creștere față de recensământul anterior din 2011, când fuseseră înregistrați 2.851 de locuitori. Majoritatea locuitorilor sunt români (75,74%), cu minorități de romi (17,88%) și maghiari (1,6%), iar pentru 4,65% nu se cunoaște apartenența etnică. Din punct de vedere confesional, majoritatea locuitorilor sunt ortodocși (75,81%), cu minorități de penticostali (13,33%), greco-catolici (2,33%), reformați (1,56%) și baptiști (1,36%), iar pentru 4,92% nu se cunoaște apartenența confesională.

## Politică și administrație
Comuna Valcău de Jos este administrată de un primar și un consiliu local compus din 13 consilieri. Primarul, Ioan Roșan[*], de la Partidul Național Liberal, este în funcție din 2004. Începând cu alegerile locale din 2024, consiliul local are următoarea componență pe partide politice:
|  | Partid                    | Consilieri | Componența Consiliului | Componența Consiliului | Componența Consiliului | Componența Consiliului | Componența Consiliului | Componența Consiliului | Componența Consiliului | Componența Consiliului |
|  | ------------------------- | ---------- | ---------------------- | ---------------------- | ---------------------- | ---------------------- | ---------------------- | ---------------------- | ---------------------- | ---------------------- |
|  | Partidul Național Liberal | 8          |                        |                        |                        |                        |                        |                        |                        |                        |
|  | Partidul Social Democrat  | 3          |                        |                        |                        |                        |                        |                        |                        |                        |
|  | Uniunea Salvați România   | 2          |                        |                        |                        |                        |                        |                        |                        |                        |

## Atracții turistice
- Biserica reformată din satul Valcău de Jos, construcție 1896, monument istoric
- Cetatea Valcăului (ruină) din satul Subcetate, construcție secolul al XIII-lea, monument istoric
- Muntele Șes - sit de importanță comunitară inclus în rețeaua ecologică europeană Natura 2000 în România.